# Tallinna JK Dünamo
El Tallinna JK Dünamo és un club de futbol estonià de la ciutat de Tallinn.

## Història
Va ser fundat el 1940. Fou el club més destacat dels país durant l'època soviètica, en la que guanyà 10 lligues i 7 copes de l'RSS d'Estònia.

## Palmarès
- Lliga estoniana de futbol: (10)
  - 1945, 1947, 1949, 1950, 1953, 1954, 1978, 1980, 1981, 1983
- Copa estoniana de futbol: (7)
  - 1946, 1947, 1949, 1953, 1972*, 1979, 1983

*"com a Dünamo Kopli"